# 瓦爾納

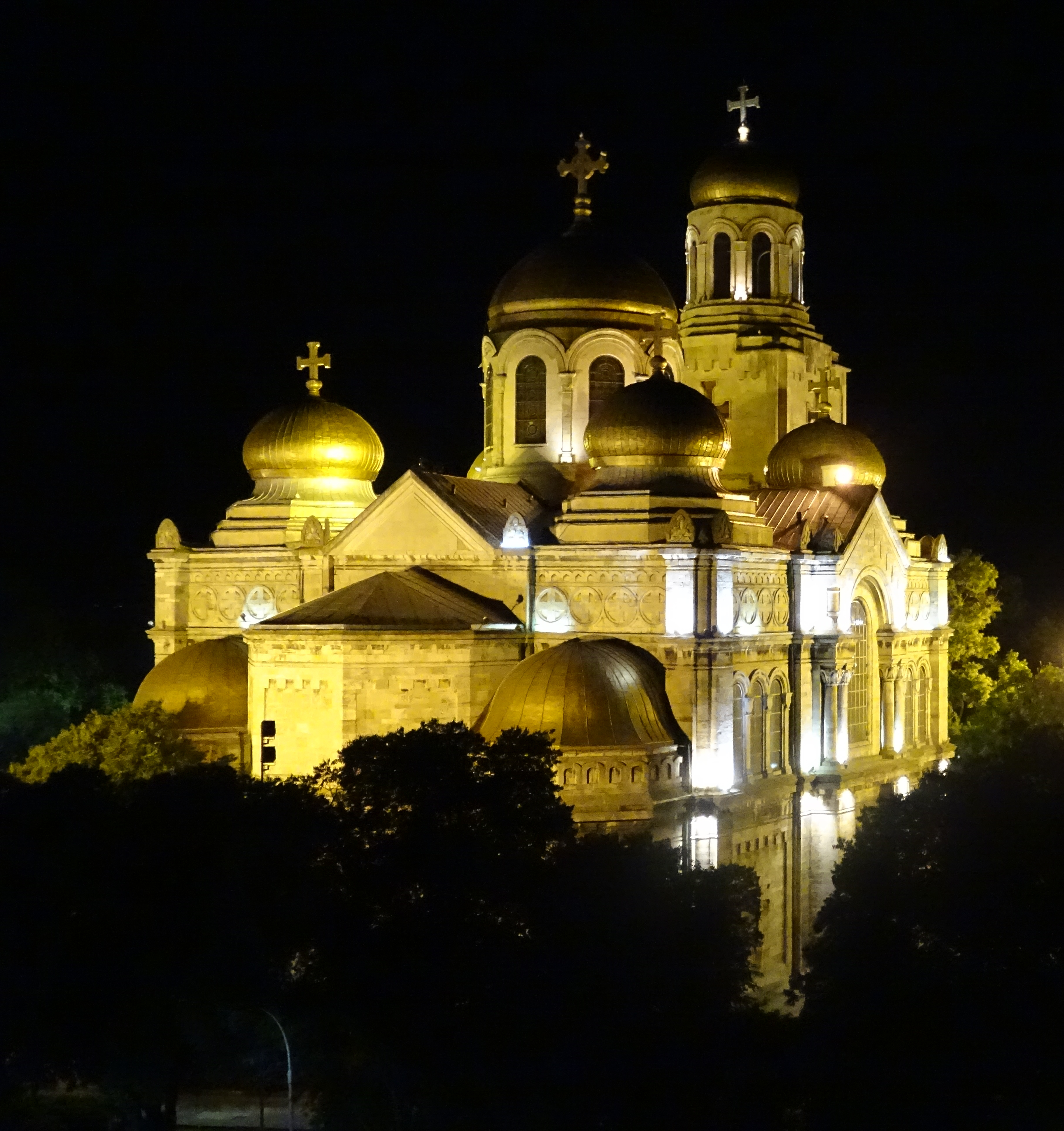
聖母安息主教座堂竣工於1886年，是瓦爾納的地標建築

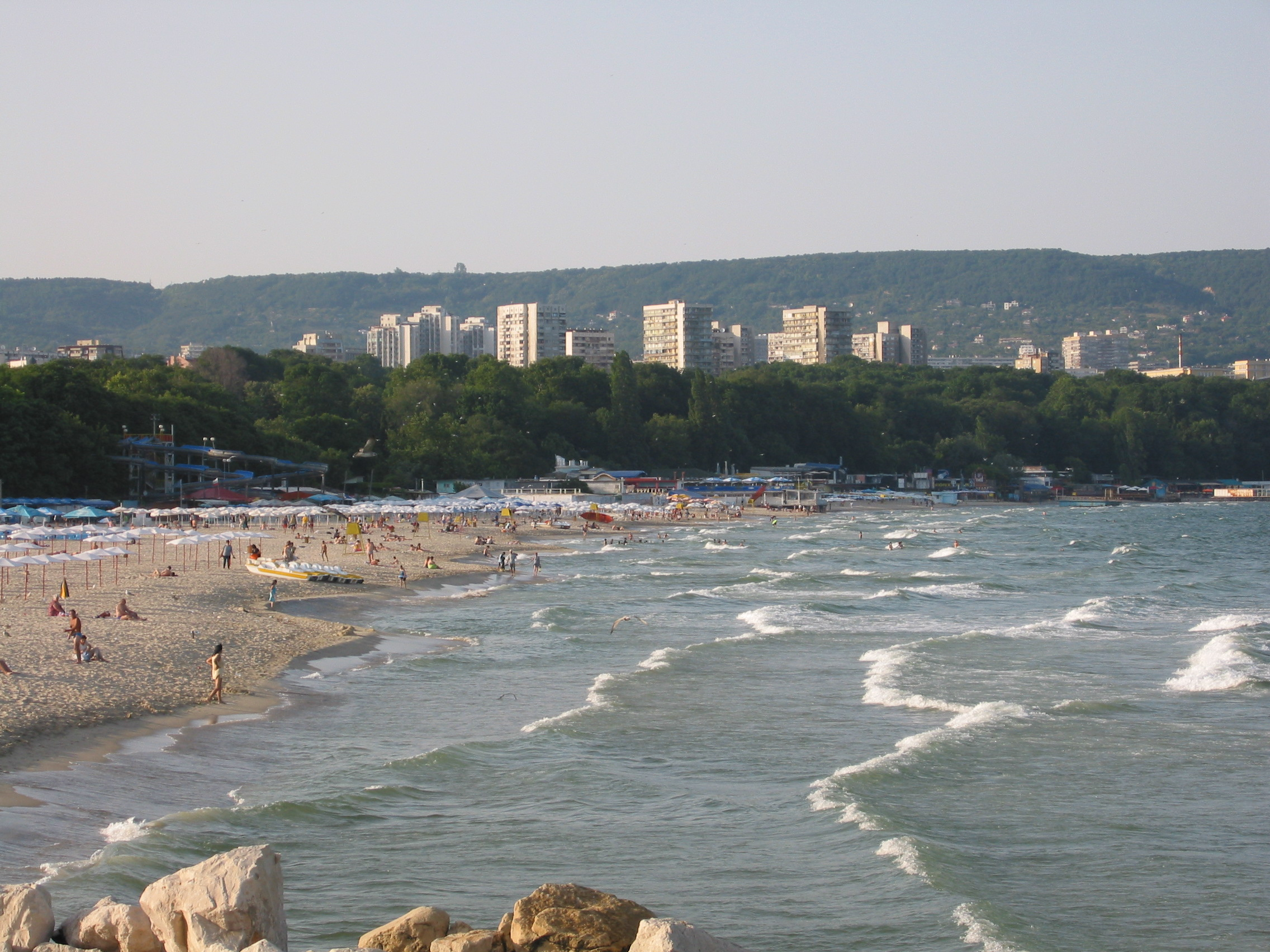
瓦爾納眾多海灘之一

瓦爾納（羅馬化：Varna）位於黑海西岸，是保加利亞第三大城市，由瓦爾納州負責管轄，人口351,552（2006年）。瓦爾納是保加利亞重要的商業、交通、教育、旅遊、娛樂和醫療中心。該市被稱為保加利亞的海洋之都，是保加利亞海軍和商船隊的總部，同時是著名的海岸旅遊城市。2014年，瓦爾納榮獲2017年歐洲青年之都稱號。

## 歷史
瓦爾納是一座歷史名城，被認為是歐洲最古老的城市之一。世界上最古老的黃金寶藏在瓦爾納墓地被發現，其歷史可以追溯到公元前4600年至公元前4200年。
自1974年被發現以來，已發掘出294處墓地，裡面含有3000多件金器。
據記載，該城是由希臘人於公元前7世紀建造的，歷史上被稱為奧德索斯（古希臘語：Ὀδησσός）。此後受羅馬帝國統治，7世紀隸屬保加利亞第一帝國。此後，它發展成為黑海畔的一個貿易中心，並於14世紀被奧斯曼帝國占領，成為戰略要地。1444年，發生瓦爾納戰役，戰役以鄂圖曼土耳其一方獲勝而告終，之後直到19世紀，這裡仍繼續受奧斯曼帝國統治。
在19世紀保加利亞獨立後，該市的地位依然重要，後由於鐵路的連接而發展成為保加利亞最重要的港口。1949年12月20日至1956年10月20日期間，保共政府曾短暫將市名改為史達林（Сталин），以蘇聯國家元首約瑟夫·史達林命名，後改為原名。

## 地理與氣候
瓦爾納位於保加利亞東北部黑海沿岸，靠近羅馬尼亞邊境。狹長型的瓦爾納湖延伸到城市的西部，普羅瓦迪亞河流入其中。市區擁有超過 20公里的沙灘和豐富的熱礦泉水源。
瓦爾納屬於副热带湿润气候（柯本氣候分類Cfa），夏季受地中海影響，但秋冬季節受大陸性影響尤其明顯。其氣候比該國內陸地區溫和，海洋的影響降低了來自東北部偶爾出現的冷氣團的影響。平均降水量為全國最低，日照充足。

## 人口
2012年1月，瓦爾納人口為334,781人，是保加利亞第三大城市，並為保加利亞少數幾個人口正成長的城市之一。自2006年12月以來，包括保加利亞國家電視台、全國性報紙、研究機構、市長辦公室和當地警察在內的各種消息來源聲稱，瓦爾納目前的實居人口已超過50萬，使其超越普羅夫迪夫成為該國第二大城市，不過國家和歐洲的官方統計數據尚未證實該說法。
| 瓦爾納歷史人口數據                                                                                          | 瓦爾納歷史人口數據 | 瓦爾納歷史人口數據 | 瓦爾納歷史人口數據 | 瓦爾納歷史人口數據 | 瓦爾納歷史人口數據 | 瓦爾納歷史人口數據 | 瓦爾納歷史人口數據 | 瓦爾納歷史人口數據 | 瓦爾納歷史人口數據 | 瓦爾納歷史人口數據 | 瓦爾納歷史人口數據 | 瓦爾納歷史人口數據 | 瓦爾納歷史人口數據 |
| --- | ------------------ | ------------------ | ------------------ | ------------------ | ------------------ | ------------------ | ------------------ | ------------------ | ------------------ | ------------------ | ------------------ | ------------------ | ------------------ |
| 年份 | 1887               | 1910               | 1934               | 1946               | 1956               | 1965               | 1975               | 1985               | 1992               | 2001               | 2005               | 2009               | 2011               |
| 人口 | 25,256             | 41,419             | 69,563             | 76,954             | 120,345            | 180,633            | 253,039            | 302,816            | 308,601            | 312,889            | 312,026            | 320,837            | 334,870            |
| | 最大人口數' 在 '   |                    |                    |                    |                    |                    |                    |                    |                    |                    |                    |                    |                    |
| 來源：National Statistical Institute，citypopulation.de，pop-stat.mashke.org，Bulgarian Academy of Sciences |                    |                    |                    |                    |                    |                    |                    |                    |                    |                    |                    |                    |                    |

## 經濟
經濟以服務業為基礎，淨收入的61%來自貿易和旅遊業，16%來自製造業，14%來自交通和通信，6%來自建築業。

## 交通
瓦爾納可通過航空（瓦爾納機場）、海運（瓦爾納港遊輪碼頭）、鐵路（瓦爾納車站）、巴士和公路到達。該市的公共交通系統由“瓦爾納城市交通”管理。2021年，市政府提議建設輕軌（LRT）系統。預計將通過多個地下路段和車站將機場與市中心連接起來。資金將由歐盟計劃提供。
- 瓦爾納機場
- 瓦爾納港（英语：Port of Varna）
- 瓦爾納車站

## 旅遊與文化
市中心包括瓦爾納考古學博物館（展示瓦爾納黃金）、羅馬浴場、瓦爾納戰役公園博物館、斯托扬·巴契瓦洛夫戏剧剧场、聖母安息主教座堂、海洋花園等名勝，市中心以北17公里處為海濱度假區金沙灘。
瓦爾納國際芭蕾舞比賽創辦於1964年，隨後於1965年和1966年舉辦，並於1968年開始每兩年舉辦一次。由於比賽激烈且賽事持續半個月，瓦爾納國際芭蕾舞比賽被譽為“舞蹈界的奧林匹克”。

## 姐妹城市
- 丹麦奧爾堡
- 荷蘭多德雷赫特
- 乌克兰哈爾科夫
- 约旦亞喀巴
- 乌克兰敖德萨
- 瑞典馬爾默
- 芬兰圖爾庫
- 英国布拉德福德
- 美国邁阿密
- 德国羅斯托克
- 俄羅斯新羅西斯克
- 希腊比雷埃夫斯
- 美国孟菲斯
- 荷蘭阿姆斯特丹
- 英国泰恩-威尔郡華盛頓
- 德国卡爾斯魯厄
- 中国宁波